# Masai (album)
Masai er Lars Lilholt Bands album nummer 12, der blev udgivet den 14. marts 1997.
Inden albummet var udgivet, var der forudbestilt 30.000 eksemplarer.

## Spor
- Cafe Måneskin
- Gudenåen 2#
- Mikkel Han Var Død
- Gør Hvad Dit Hjerte Fortæller Dig
- Kejserens Hukommelse
- Dalai Lama
- Hvor Går Vi Hen Når Vi Går
- Jesus, Muhammed, og Buddha
- Peter Masai
- Kun Med Hjertet Kan Man Se
- De Røde Sko
- Med et lille barn i sin hånd

## Musikere
- Lars Lilholt (Sang, Guitar, Violin, Slangeskindsviolin, Drejelire, Skalmeje)
- Tine Lilholt (Tværfløjte, Akai Midiblæser, Overton Tinfløjter, Bambusfløjte, kor, Elektrisk Sækkepibe)
- Kristian Lilholt (Keyboard, kor, akustisk Guitar, Mandolin)
- Klaus Thrane (Trommer, Percussion)
- Tom Bilde (bas, Banjo, Bouzuki, Kor, Mandolin)
- Gert Vincent (Elektrisk og Akustisk Guitar, Kor)

## Gæstemusikere
- Erik Larsen (Trombone)
- Jens Larsen (Trompet)
- Mogens Hyttel (Klarinet, saxofon)
- Jakob Mygind (Tenorsaxofon)
- Jens Rugsted (Guitar)